# Ariobarzanes II của Cappadocia
Ariobarzanes II, có tên hiệu là Philopator (tiếng Hy Lạp cổ đại: Ἀριοβαρζάνης Φιλοπάτωρ, Ariobarzánēs Philopátōr), ông làm vua của Cappadocia từ khoảng năm 63 TCN hoặc 62TCN đến khoảng năm 51 trước Công nguyên. Ông là con trai của vua Ariobarzanes I của Cappadocia với vợ của ông là Nữ hoàng Athenais Philostorgos I, trong khi em gái của ông là Isias Philostorgos, người sau này đã kết hôn với vua Antiochus I Theos của Commagene. Ariobarzanes II có một nửa dòng máu Ba Tư và một nửa dòng máu Hy Lạp.
Ariobarzanes II đã kết hôn với công chúa Athenais Philostorgos II, một trong những con gái của vua Mithridates VI của Pontos. Ông là một vị vua bất tài, đòi hỏi cần phải sự trợ giúp của Gabinius trong năm 57 trước Công nguyên để ngăn ngừa kẻ thù của mình. Ông đã thành công trong việc duy trì sự cai trị trên toàn bộ Cappadocia trong khoảng 8 năm trước khi bị ám sát bởi phe thân Parthia. Vợ của ông sinh cho ông hai con trai: Ariobarzanes III của Cappadocia và Ariarathes X của Cappadocia. Ông sau đó đã được kế vị bởi con trai cả của mình.